# Ден Слотт
Ден Слотт (англ. Dan Slott, 3 липня 1967) — американський сценарист коміксів, який є поточним сценаристом коміксів Marvel Comics: Tony Stark: Iron Man та Fantastic Four.
Найбільш відомий своїм довгими ранами на The Amazing Spider-Man, а також Arkham Asylum: Living Hell, She-Hulk, Silver Surfer, The Superior Spider-Man і Ren & Stimpy.